# Paktia (geslacht)
Paktia is een geslacht van rechtvleugeligen uit de familie Pamphagidae. De wetenschappelijke naam van dit geslacht is voor het eerst geldig gepubliceerd in 1970 door Pfadt.

## Soorten
Het geslacht Paktia  is monotypisch en omvat slechts de volgende soort:
- Paktia gardezae (Pfadt, 1970)